# Протокское сельское поселение
Протокское сельское поселение —  муниципальное образование в составе Славянского района Краснодарского края России. 
В рамках административно-территориального устройства Краснодарского края ему соответствует Протокский сельский округ.
Административный центр — хутор Бараниковский.

## Население
| 2010  | 2012  | 2013  | 2014  | 2015  | 2016  | 2017  |
| ----- | ----- | ----- | ----- | ----- | ----- | ----- |
| 5923  | ↘5897 | ↗5934 | ↗5951 | ↗5983 | ↗6017 | ↘5998 |
| 2018  | 2019  | 2020  | 2021  | 2023  |       |       |
| ↘5969 | ↘5925 | ↘5923 | ↗5958 | ↘5923 |       |       |

## Населённые пункты
В состав сельского поселения (сельского округа) входят 4 населённых пункта:
| № | Населённый пункт | Тип населённого пункта | Население (чел.) |
| - | ---------------- | ---------------------- | ---------------- |
| 1 | Бараниковский    | хутор                  | ↗3015            |
| 2 | Губернаторский   | хутор                  | ↘287             |
| 3 | Нещадимовский    | хутор                  | ↗1489            |
| 4 | Семисводный      | хутор                  | ↗1222            |